# Boswinger
Boswinger – wieś w Anglii, w Kornwalii. Leży 53 km na wschód od miasta Penzance i 359 km na południowy zachód od Londynu.